# Ester Dahlén
Ester Matilda Dahlén, född 16 september 1876 i Ideboås, Älghults socken, Kronobergs län, död 27 december 1961 i Dörby, Kalmar län, var en svensk konstnär.
Hon var dotter till lantbrukaren Sven August Johnsson och Matilda Svensson samt från 1913 gift med Fridolf Dahlén. Dahlén studerade vid olika målarskolor i Stockholm. Hennes konst består av landskap, porträtt, genrebilder och bibliska motiv i olja eller akvarell.